# Sulimów (województwo dolnośląskie)
Sulimów – wieś w Polsce położona w województwie dolnośląskim, w powiecie wrocławskim, w gminie Siechnice.
W latach 1975–1998 miejscowość położona była w województwie wrocławskim.
Miejscowość zachowała polski charakter do XIX w. a w miejscowym kościele odprawiano nabożeństwa po polsku aż do ich likwidacji w 1823 r.